# 有田真平
有田 真平（ありた しんぺい、1972年7月9日 - ）は、熊本県熊本市出身の元放送作家。くりぃむしちゅー有田哲平の弟。

## 人物
中学校まで硬式野球ボーイズリーグに所属。九州学院高校に入学し野球部に所属。左投手として主軸選手として期待される。当時の野球部監督と意見が合わず退部退学。その後、長崎県の海星高校に再度1年生として入学。1年生だった1989年当時、甲子園出場経験がある（同名校対決として話題になった）。左投手にもかかわらず、当時147キロのストレートを投げ、新聞に取り上げられるなど期待されていたが、甲子園出場後に監督と喧嘩し退部している。現在も野球は続けており、草野球チームTEAM神様に所属していた。
放送作家をしていたが本人のブログによれば2018年時点で放送作家をやめて数年との事である。

### 家族・親戚
- 父は学生時代に亡くしている。
- 母は水泳のオリンピック候補になる程の選手だった。現在も熊本県内にある室内プールの管理者を務める傍ら、子供達に水泳の指導を行なっている。2008年、シニア部門マスターズ世界水泳選手権の平泳ぎで6位に入賞した[2]。
- 3人兄弟の末男。長男は熊本で中学校教師をしている。次男はお笑い芸人の有田哲平（くりぃむしちゅー）。
- 伯父に政治学者の矢野暢（日本初のノーベル賞の選考委員・スウェーデン王立アカデミー会員を務めた人物）がいる。
- いとこに小説家の鵜波美布がいる。

## 担当番組

### 過去に担当していた番組
- あんたにグラッツェ! → あんグラ☆NOW! （中京テレビ）
- ゲンセキ → 10カラット（TBS）
- 超V.I.P.（フジテレビ）
- ろみひー(中京テレビ）
- ゴッターニ → フィル・ソ・ファ → ハニーとダーリン（東海テレビ）
- ぐるぐるナインティナイン （日本テレビ）
- ゆる神大サーカス （フジテレビ）
- 中京テレビNewsリアルタイム (中京テレビ）
- NNNストレイトニュース (中京テレビ）
- アンデュ (中京テレビ）
- SPORTS STUDIUM (中京テレビ）
- 巌流 (Space Shower TV）
- Rocket（音楽番組） (名古屋テレビ）
- ウガッタ (東海テレビ）
- 女だらけの大運動会 (TBS）
- 運命の数字 (テレビ朝日）
- エブナイ（フジテレビ）
- チノパン（フジテレビ）
- PRIDE 1（格闘技）（スカパー!）